# 1. januar
1. januar je 1. dan leta v gregorijanskem koledarju. Ostaja še 364 dni (365 v prestopnih letih).

## Dogodki
- 153 pr. n. št. – Prvič so praznovali novo leto.
- 45 pr. n. št. – Vpeljan je bil julijanski koledar.
- 404 – V Rimu je potekalo zadnje tekmovanje gladiatorjev v Rimu.
- 1438 – Albreht II. Nemški je postal madžarski kralj.
- 1502 – Na področje današnjega Ria de Janeira so prispeli španski raziskovalci.
- 1622 – Papeški koncil je sprejel 1. januar kot začetek novega leta (prej 25. marec).
- 1643 – V Prekmurju je bila sprejeta Martjanska pogodba.
- 1700 – V Rusiji je bil vpeljan julijanski koledar.
- 1785 – Izhajati je začel The Daily Universal Register (pozneje preimenovan v The Times).
- 1797 – Albany je postal glavno mesto zvezne države New York.
- 1801:
  - Italijanski astronom Giuseppe Piazzi je odkril prvi asteroid (Cerera).
  - Veljati je začela pogodba o uniji Združenega kraljestva in Irske.
- 1804 – Haiti je razglasil neodvisnost.
- 1808 – Združene države Amerike so prepovedale uvoz afriških sužnjev.
- 1819 – V Ljubljani je izšla prva številka časopisa Illyrisches Blatt.
- 1863 – Ameriški predsednik Abraham Lincoln je podpisal razglasitev emancipacije, s katero je osvobodil vse sužnje.
- 1867 – Podjetje Alfred Nobel&Co. je začelo proizvajati dinamit.
- 1881 – Izhajati je začel Ljubljanski zvon.
- 1887 – Angleška kraljica Viktorija je bila okronana za cesarico Indije.
- 1901 – Ustanovljena je bila Skupnost narodov.
- 1917 – Turčija je razglasila neodvisnost od zahtev evropskih velesil.
- 1931 – Ustanovljen je bil švicarski letalski prevoznik Swissair.
- 1933 – Slovenska ljudska stranka je objavila Slovensko deklaracijo z narodnopolitičnimi zahtevami
- 1942 – ZDA, Združeno kraljestvo, ZSSR, Kitajska, Avstralija, Belgija, Kanada, Kostarika, Kuba, Češkoslovaška, Dominikanska republika, Salvador, Grčija, Gvatemala, Haiti, Honduras, Indija, Luksemburg, Nizozemska, Nova Zelandija, Nikaragva, Norveška, Panama, Poljska, Južna Afrika in Jugoslavija so v Washingtonu podpisale deklaracijo o Organizaciji združenih narodov.
- 1943 – Začela se je sovjetska ofenziva na obali Črnega morja.
- 1945:
  - Lublinski komite se je razglasil za začasno poljsko vlado.
  - Začela se je britanska ofenziva na Burmi.
  - Začela se je nemška protiofenziva v Loreni in Alzaciji.
- 1951 – Ustanovljen je bil Visoki komisariat Združenih narodov za begunce (UNHCR).
- 1956 – Sudan je postal neodvisna država.
- 1957 – Posarje je bilo vključeno v Zvezno republiko Nemčijo.
- 1960 – Kamerun je postal neodvisna država.
- 1984 – Brunej je postal neodvisna država.
- 1992 – Razpadla je Sovjetska zveza.
- 1993:
  - Češkoslovaška se je razdelila na Češko republiko in Slovaško.
  - Med 12 članicami Evropske unije je začel veljati skupni evropski trg.
- 1995 – Uradno je začela delovati Svetovna trgovinska organizacija.
- 1999 – V dvanajstih državah Evropske monetarne unije je bil uveden evro.
- 2005 – Začelo se je enoletno slovensko predsedovanje Organizaciji za varnost in sodelovanje v Evropi.
- 2007:
  - Evroobmočju se je pridružila Slovenija.
  - Evropski uniji sta se pridružili Bolgarija in Romunija. Poleg bolgarščine in romunščine je postala uradni jezik EU še irščina.
- 2008:
  - Evroobmočju sta se pridružila Ciper in Malta.
  - Slovenija je od Portugalske prevzela polletno predsedovanje Evropski uniji.
- 2009 – Evroobmočju se je pridružila Slovaška.
- 2011 – Evroobmočju se je pridružila Estonija.
- 2023 – Evroobmočju in Schengenskemu območju se je pridružila Hrvaška.

## Rojstva
- 1058 – Balduin Boulonjski, križar, grof Edese, jeruzalemski kralj († 1118)
- 1431 – Rodrigo de Borja y Doms - Aleksander VI., papež španskega rodu († 1503)
- 1467 – Sigismund I., poljski kralj in litovski veliki knez († 1548)
- 1484 – Ulrich Zwingli, švicarski teolog, reformator, humanist († 1531)
- 1618 – Bartolomé Murillo, španski slikar († 1682)
- 1655 – Christian Thomasius, nemški pravnik in filozof († 1728)
- 1714 – Kristijonas Donelaitis, litovski pesnik († 1780)
- 1735 – Paul Revere, ameriški borec za neodvisnost († 1818)
- 1745 – Anthony Wayne, ameriški general († 1796)
- 1748 – Gottfried August Bürger, nemški pesnik († 1794)
- 1752 – Elizabeth Griscom Ross, ameriška šivilja, sešila prvo zastavo Združenih držav Amerike († 1836)
- 1788 – Étienne Cabet, francoski filozof in utopični socialist († 1856)
- 1815 – Charles-Bernard Renouvier, francoski filozof († 1903)
- 1821 – Viktor August von Alt-Leiningen-Westerburg, avstrijski general († 1880)
- 1823 – Sándor Petőfi, madžarski pesnik († 1849)
- 1834 – Ludovic Halévy, francoski dramatik († 1908)
- 1854 – James George Frazer, škotski socialni antropolog in religiolog († 1941)
- 1860 – George Washington Carver, ameriški znanstvenik († 1943)
- 1863 – Pierre de Coubertin, francoski pedagog, zgodovinar, začetnik sodobnih Olimpijskih iger († 1937)
- 1864 – Fran Krapež, slovenski mecen in častni občan Ljubljane († 1935)
- 1864 – Alfred Stieglitz, ameriški fotograf († 1946)
- 1876 – Harriet Brooks, kanadska fizičarka († 1933)
- 1878 – France Grivec, slovenski teolog († 1963)
- 1879 – Edward Morgan Forster, angleški pisatelj († 1970)
- 1887 – Wilhelm Canaris, nemški admiral, obveščevalec († 1945)
- 1890 – Anton Melik, slovenski geograf († 1966)
- 1894 – Satjendra Nat Bose, indijski fizik, matematik († 1974)
- 1895 – John Edgar Hoover, ameriški tožilec, direktor FBI († 1972)
- 1900 – Xavier Cugat, katalonsko-ameriški glasbenik, vodja orkestra († 1990)
- 1904 – Fazal Ilahi Čaudhry, pakistanski predsednik († 1982)
- 1909 – Barry M. Goldwater, ameriški senator († 1998)
- 1909 – Dana Andrews, ameriški filmski igralec († 1992)
- 1911 – Hank Greenberg, ameriški bejzbolist († 1986)
- 1912 – Harold Adrian Russell - Kim Philby, britanski dvojni agent († 1988)
- 1915 – Branko Ćopić, bosansko-srbski pesnik in pisatelj († 1984)
- 1917 – Jule Gregory Charney, ameriški meteorolog († 1981)
- 1919 – Jerome David Salinger, ameriški pisatelj († 2010)
- 1922 – Rocky Graziano, ameriški boksar, rojen »Rocky Barbella« († 1990)
- 1924 – Jacques Le Goff, francoski zgodovinar († 2014)
- 1925 – Stymie Beard, ameriški filmski igralec († 1981)
- 1926 – Claudio Villa, italijanski pevec († 1987)
- 1927 – Doak Walker, igralec ameriškega nogometa († 1998)
- 1928 – Ernest Tidyman, ameriški pisatelj († 1984)
- 1933 – Joe Orton, angleški pisatelj († 1967)
- 1939 – Svetlana Makarovič, slovenska pesnica, pisateljica
- 1940 – Frank Langella, ameriški filmski igralec
- 1940 – Helmut Jahn, nemško-ameriški arhitekt
- 1942 – Country Joe McDonald, ameriški glasbenik zasedbe Country Joe and the Fish
- 1943 – Don Novello, filmski igralec, komik, pisatelj
- 1945 – Jacky Ickx, avtomobilistični dirkač
- 1945 – André Lefevere, belgijski teoretik prevodoslovja, jezikoslovec in prevajalec (†1996)
- 1951 – Hans-Joachim Stuck, nemški avtomobilistični dirkač
- 1953 – Zoran Janković, slovenski poslovnež in župan Ljubljane
- 1958 – Grand Master Flash, ameriški pevec
- 1963 – Srđan Dragojević, srbski režiser in scenarist
- 1966 – Ivica Dačić, srbski politik
- 1968 – Davor Šuker, hrvaški nogometaš
- 1970 – Paul Thomas Anderson, ameriški filmski režiser, pisatelj, producent
- 1971 –
  - Tonček Kregar, slovenski glasbenik in zgodovinar
  - Alexander Pointner, avstrijski smučarski skakalec in trener
- 1979 – Koichi Domoto, japonski glasbenik
- 1982 – David Nalbandian, argentinski tenisač
- 1992 – Jack Wilshere, angleški nogometaš

## Smrti
- 1049 – Odilo Clunyjski, benediktanski opat, svetnik (* 962)
- 1171 – Diarmait Mac Murchada, irski kralj Leinsterja (* 1110)
- 1204 – Hakon III., norveški kralj (* 1182)
- 1253 – Marino Morsini, beneški dož (* 1181)
- 1387 – Karel II., navarski kralj (* 1332)
- 1515 – Ludvik XII., francoski kralj (* 1462)
- 1559 – Kristijan III., danski kralj (* 1503)
- 1657 – Marko Dolinar, slovenski duhovnik
- 1696 – Filippo Baldinucci, italijanski (florentinski) umetnostni zgodovinar (* okoli 1624)
- 1748 – Johann Bernoulli I., švicarski matematik (* 1667)
- 1782 – Johann Christian Bach, nemški skladatelj (* 1735)
- 1817 – Martin Heinrich Klaproth, nemški kemik (* 1743)
- 1835 – Matjaž Godina, slovenski književnik in evangeličanski duhovnik na Madžarskem (* 1768)
- 1881 – Louis Auguste Blanqui, francoski politični aktivist in socialist (* 1805)
- 1894 – Heinrich Rudolf Hertz, nemški fizik (* 1857)
- 1901 – Ignatius Donnelly, ameriški pisatelj, družbeni reformator (* 1831)
- 1922 – Števan Kühar slovenski rimskokatoliški duhovnik in narodni buditelj za Prekmurje (* 1887)
- 1934 – Blagoje Bersa, hrvaški skladatelj (* 1873)
- 1939 – Albin Belar, slovenski seizmolog (* 1864)
- 1943 – Lojze Grozde, slovenski mučenec (* 1923)
- 1953 – Hank Williams, ameriški pevec, skladatelj countryja in bluesa (* 1923)
- 1972 – Maurice Chevalier, francoski filmski igralec, pevec (* 1888)
- 1986 – Alfredo Binda, italijanski kolesar (* 1902)
- 1992 – Grace Hopper, ameriška pionirka računalništva (* 1906)
- 1994 – Cesar Romero, kubanski filmski igralec (* 1907)
- 1994 – Arthur Espie Porritt, novozelandski general, politik in kirurg (* 1900)
- 1995 – Eugene Paul Wigner, madžarsko-ameriški fizik, matematik, nobelovec 1963 (* 1902)
- 1996 – Arleigh Albert Burke, ameriški admiral (* 1901)
- 1997 – Townes Van Zandt, ameriški country glasbenik (* 1944)
- 2001 – Ray Walston, ameriški filmski igralec (* 1914)
- 2003 – Giorgio Gaber, italijanski pevec (* 1939)
- 2012 – Kiro Gligorov, makedonski politik (* 1917)
- 2015 – Ulrich Beck, nemški sociolog (* 1944)
- 2021 – Carlos do Carmo, portugalski pevec (* 1939)

## Prazniki in obredi
- novo leto
- dan neodvisnosti (Samoa, Sudan)

Krščanski godovi
- Marija Božja mati
- Jezusovo obrezovanje
- sveti Fulgencij
- sveti Odilo
- sveti Gregorij Nazianški